# Vanessa Scaunet
Vanessa Scaunet (9 juli 1996) is een Belgische atlete gespecialiseerd in de halve fond. Zowel op de 800m als in het veldlopen. Ze werd driemaal Belgisch kampioene. In 2021 behaalde ze met de mixed relay een bronzen medaille op de Europese kampioenschappen veldlopen.

## Verloop carrière
Scaunet nam tussen 2014 en 2018 viermaal individueel deel aan de Europese kampioenschappen veldlopen (Tweemaal bij de U20 en tweemaal bij de U23). In 2017 veranderde Scaunet van club en sloot ze zich aan bij Cercle Athletique du Brabant Wallon (CABW) in Nijvel. Scaunet liep in deze periode zowel de 800 m als de 1500 m.
De zomer van 2019 miste Scaunet de selectie voor de Universiade te Napels en beëindigde de  samenwerking met Roel Breugelmans. In september van dat jaar begon ze samen te werken met Ivo Roelandt die reeds haar levenspartner was sinds 2016. 
In 2021 nam Scaunet op de 800 m deel aan de Europese indoorkampioenschappen in Toruń. Ze werd uitgeschakeld in de halve finales. Later dat jaar veroverde ze samen met Elise Vanderelst, Ruben Verheyden en Stijn Baeten brons op de Europese kampioenschappen veldlopen in Dublin.
In 2022 werd Scaunet zowel indoor als outdoor Belgisch kampioene op de 800 m. Ze nam dat jaar deel aan de WK en de EK. Ze werd telkens uitgeschakeld in de reeksen.

## Belgische kampioenschappen
Outdoor
| Onderdeel | Jaar       |
| --------- | ---------- |
| 800 m     | 2022, 2024 |

Indoor
| Onderdeel | Jaar |
| --------- | ---- |
| 800 m     | 2022 |

## Persoonlijke records
Outdoor
| Onderdeel | Prestatie | Datum             | Plaats             |
| --------- | --------- | ----------------- | ------------------ |
| 400 m     | 54,14 s   | 29 april 2024     | Brussel            |
| 600 m     | 1.29,85   | 12 juli 2023      | Naimette-Xhovémont |
| 800 m     | 2.02,05   | 11 september 2021 | Belfast            |
| 1500 m    | 4.16,17   | 7 augustus 2021   | Kessel-Lo          |

Indoor
| Onderdeel | Prestatie | Datum            | Plaats   |
| --------- | --------- | ---------------- | -------- |
| 400 m     | 56,11 s   | 19 februari 2022 | Gent     |
| 800 m     | 2.04,13   | 28 januari 2023  | Sabadell |

## Palmares

### 800 m
- 2020:  BK AC – 2.06,16
- 2021:  BK AC – 2.06,16
- 2021: 6e ½ fin. EK indoor te Toruń – 2.07,71
- 2022:  BK indoor AC – 2.06,92
- 2022:  BK AC – 2.04,84
- 2022: 8e in reeks WK in Eugene – 2.04,07
- 2022: DNF in reeks EK in München
- 2023:  BK AC – 2.06,95
- 2024:  BK AC – 2.02,18

### 1500 m
- 2018:  BK AC – 4.28,54

### veldlopen
- 2014: 54e EK U20 in Samokov
- 2015: 31e EK U20 in Hyères
- 2017: 40e EK U23 in Šamorín
- 2018: 34e EK U23 in Tilburg
- 2019: 4e EK gemengde aflossing in Lissabon
- 2021:  EK gemengde aflossing in Dublin
- 2022: 7é EK gemengde aflossing In Turijn
- 2023:  BK korte cross in Hulshout